# Michelin
Compagnie Générale des Établissements Michelin (wym. [miʃlɛ̃]) – największy w Europie i jeden z największych na świecie producent opon. Jego siedziba znajduje się w Clermont-Ferrand (Puy-de-Dôme) we Francji. Michelin znany jest również z wydawania zmotoryzowanych map i przewodników („Guide Michelin”), na potrzeby których przyznawane są gwiazdki Michelin, należące do najbardziej prestiżowych światowych wyróżnień zakładów gastronomicznych, obok francuskiej La Liste oraz brytyjskich: The World’s 50 Best Restaurants i The World’s 50 Best Bars.

## Historia
Przedsiębiorstwo zostało założone przez braci Andrégo i Édouarda Michelinów w 1889.
Michelin znany jest z produkcji opon na potrzeby Formuły 1, jednakże po sezonie 2006 wycofała się z produkcji w tym segmencie. Produkuje głównie opony do pojazdów osobowych, ciężarowych, rolniczych, motocykli, dętki i opony rowerowe oraz opony do samolotów i promów kosmicznych.

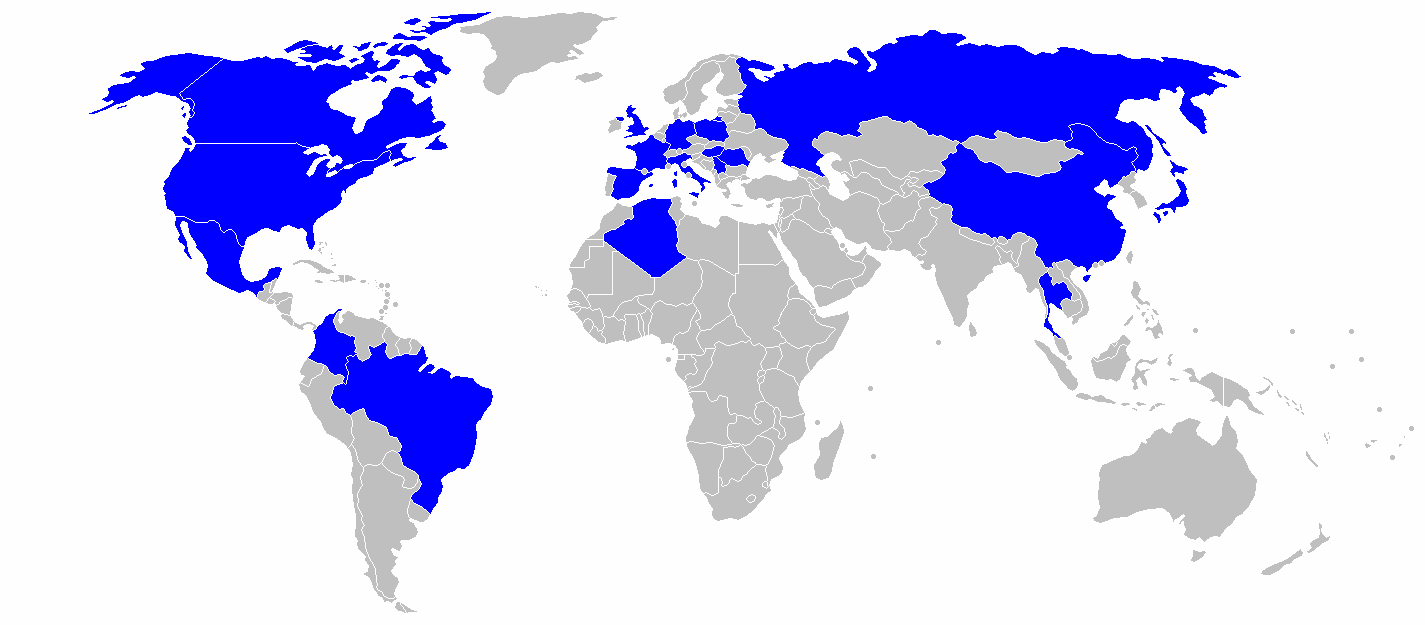
Lokalizacja zakładów Michelin na świecie

Michelin posiada 56 zakładów produkcyjnych w 17 krajach oraz 3 centra technologiczne zlokalizowane we Francji, Japonii i Stanach Zjednoczonych. W 1981 Michelin nabywa innego francuskiego producenta opon – firmę Kleber. W maju 1990 roku Michelin Group sfinalizował zakup spółki Uniroyal Goodrich Tire Company.
W 1995 roku ówczesny dyrektor zarządzający Grupy Michelin François Michelin oraz Minister Przekształceń Własnościowych Wiesław Kaczmarek podpisali umowę prywatyzacyjną, na mocy której grupa Michelin stała się większościowym akcjonariuszem Stomilu Olsztyn. Polski zakład Michelin zatrudnia 4126 osób i jest największym zakładem grupy na świecie pod względem liczby pracowników oraz trzecim pod względem mocy przerobowej.
5 września 1996 roku grupa Michelin nabyła Taurus Rubber Company, w którego skład wchodziły: fabryka opon ciężarowych w Budapeszcie, fabryka opon rolniczych w Nyíregyháza oraz trzy fabryki gumy przemysłowej, które zostały następnie zbyte niemieckiej firmie Phoenix.
18 marca 2002 roku Michelin nabył od Tofan Grup 94.50% akcji w rumuńskiej fabrykę opon do aut osobowych Victoria SA a 24 lipca 98,56% udziałów w fabryce opon do samochodów ciężarowych Silvana SA.
W 2014 roku grupa Michelin wyprodukowała 178 mln opon oraz 13 mln map i przewodników.
Od sezonu 2011 roku firma została oficjalnym dostawcą opon w WRC. W 2014 roku umowa na dostarczanie opon została przedłużona do roku 2016.
Portfolio Grupy Michelin składa się z opon marek: Michelin, Kleber, BFGoodrich, Riken, Taurus, Kormoran, Warrior, Siamtyre, Tigar, Euromaster, Recamic.

## Fabryki koncernu
Aktualnie fabryki koncernu zlokalizowane są w następujących państwach:
- Francja
  - Clermont-Ferrand (departament Puy-de-Dôme)
  - Joué-lès-Tours (departament Indre i Loara)
  - Bassens (departament Żyronda)[11]
- Polska
  - Olsztyn (województwo warmińsko-mazurskie)

## Galeria

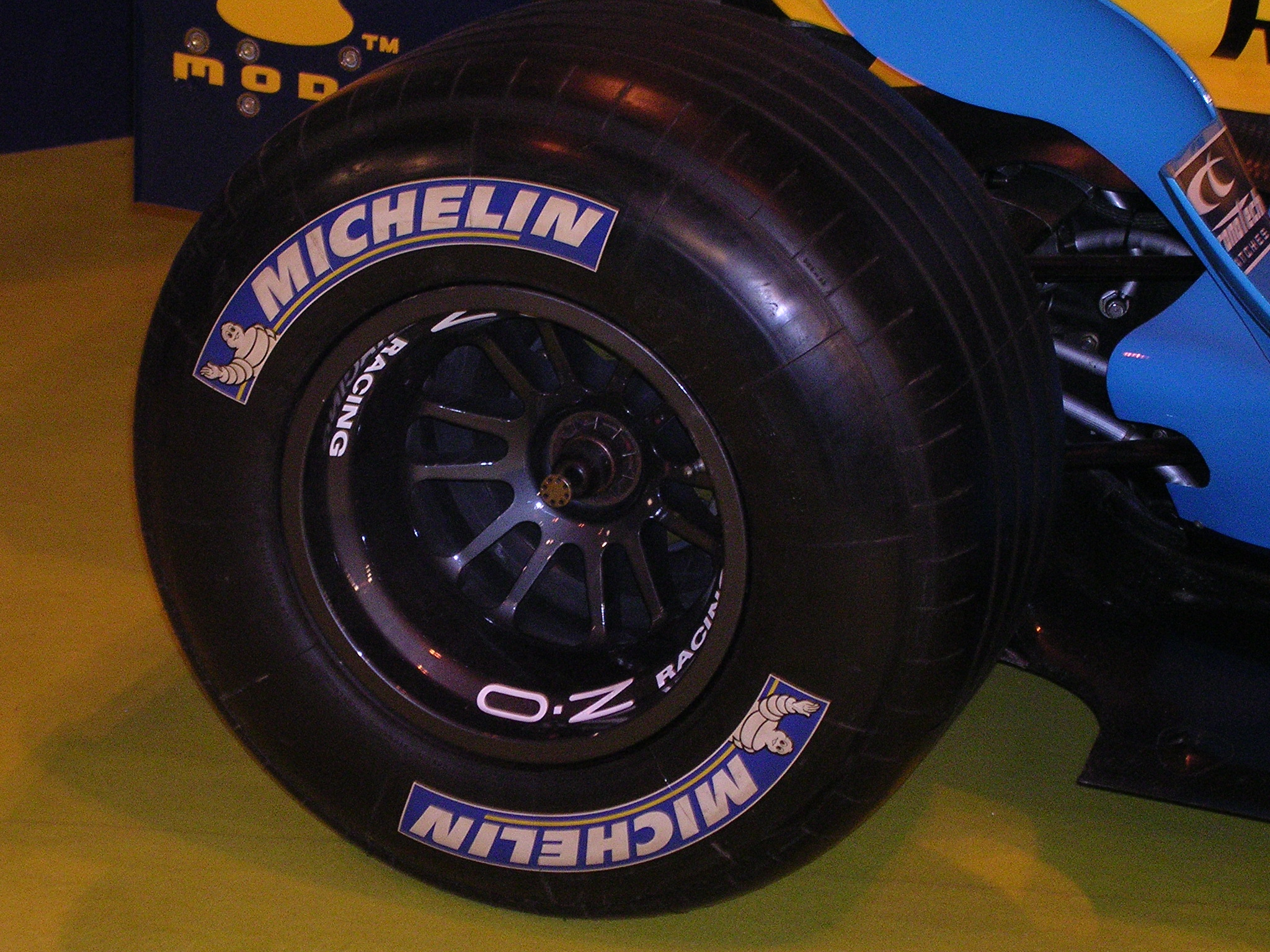
Opona Michelin wykorzystywana przez zespół Renault w wyścigach Formuły 1
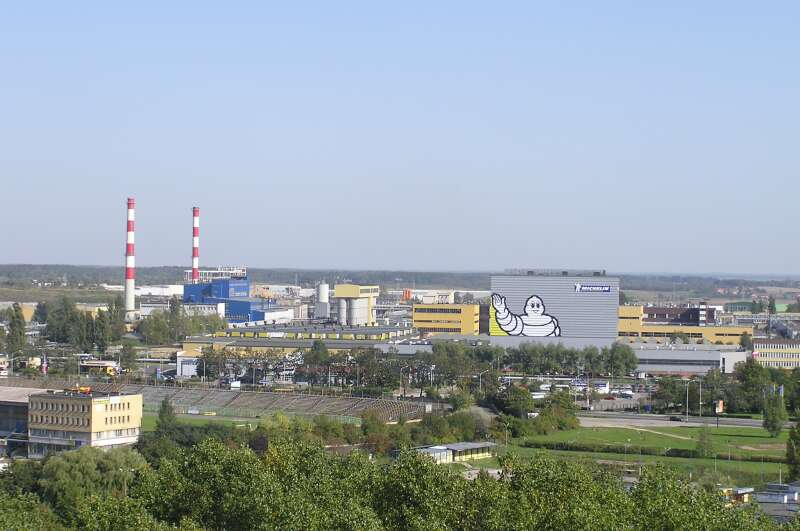
Obiekty fabryki Michelin Polska w Olsztynie
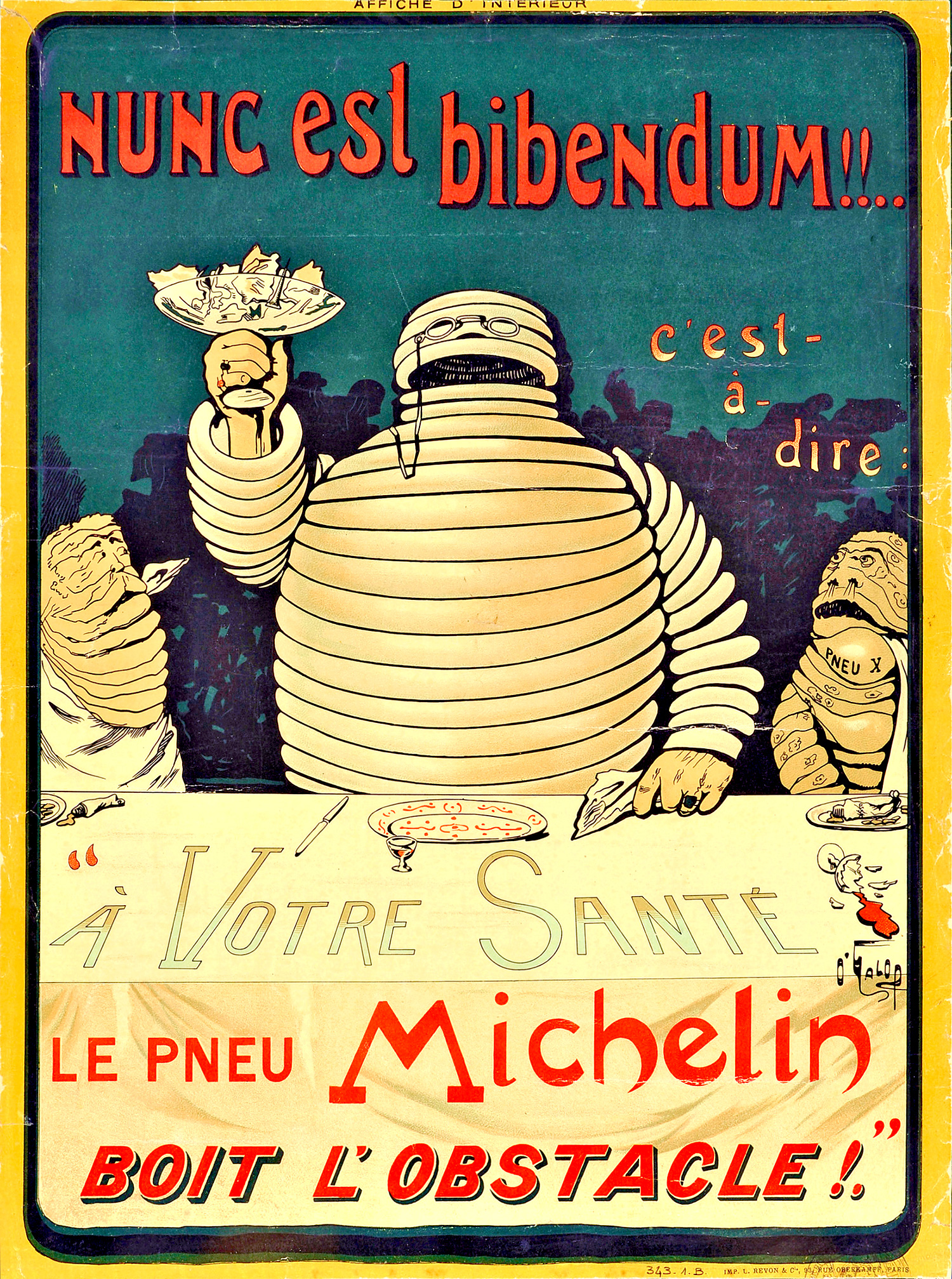
Bibendum zwany również Ludzikiem Michelin – maskotka i znak rozpoznawczy przedsiębiorstwa. Plakat z 1898
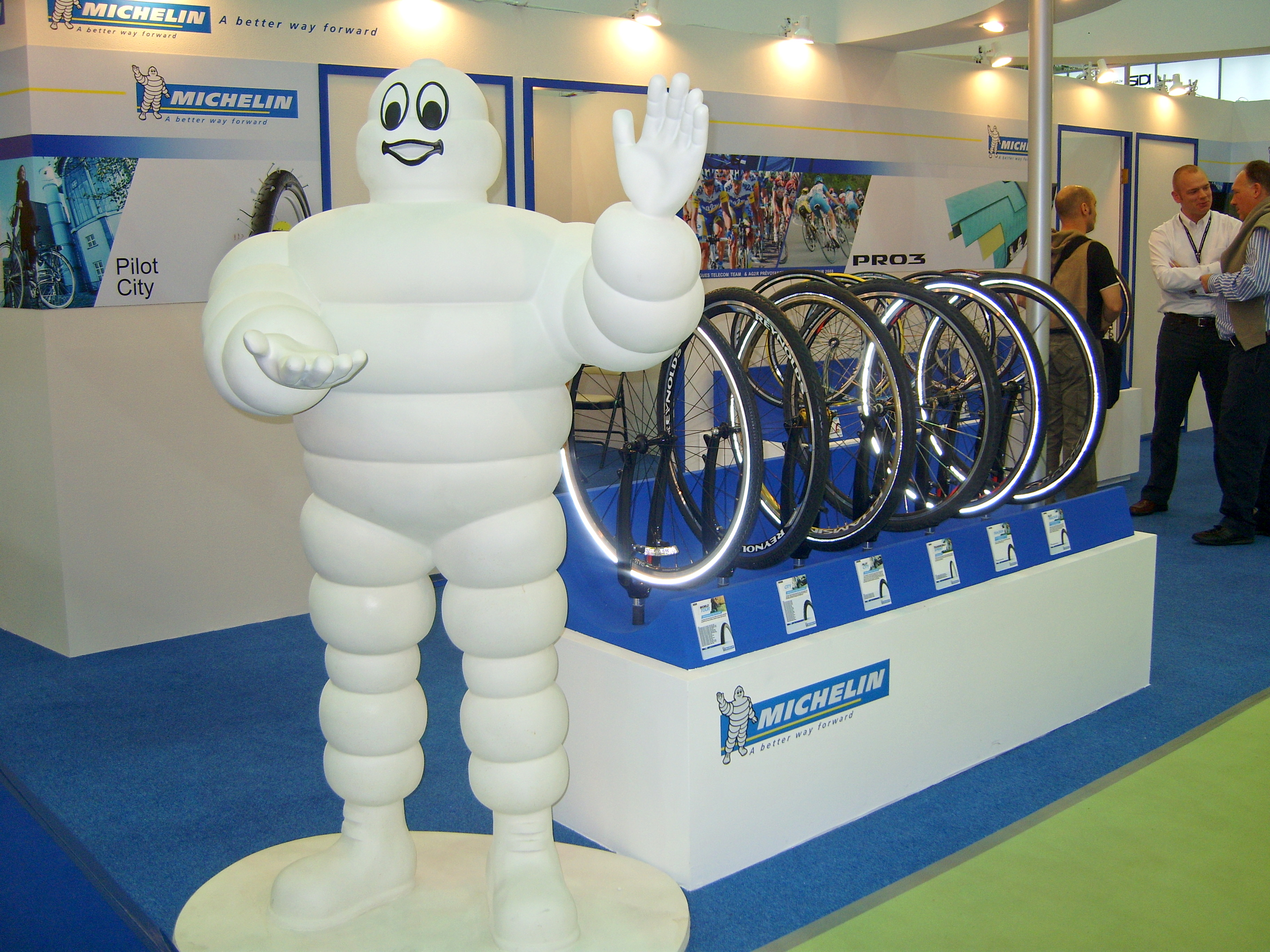
Bibendum, targi w Tajpej 2008